# 布鲁诺·帕罗韦尔
布鲁诺·帕罗韦尔（義大利語：Bruno Parovel，1913年10月6日—1994年），意大利男子赛艇运动员。他曾代表意大利参加1932年夏季奥林匹克运动会赛艇比赛，获得男子四人单桨有舵手银牌。